# Ost-West-Linie (Amsterdam)
Die Ost-West-Linie ist eine vorgeschlagene Strecke der Metro Amsterdam, die die westlichen Viertel in Amsterdam Nieuw-West mit der Innenstadt und den östlichen Stadtteilen verbinden soll. Während der Bau einer solchen Strecke mehrfach diskutiert worden ist, liegen derzeit keine konkreten Planungen vor.

## Geschichte

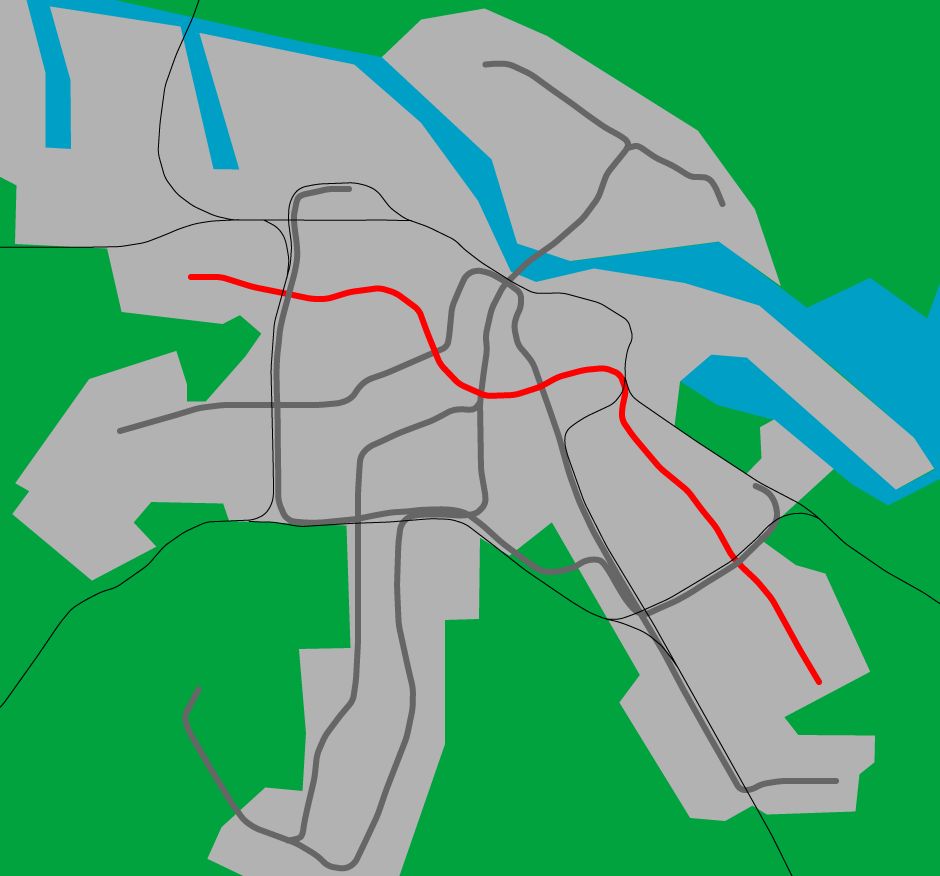
Die Ost-West-Linie wie im Stadtbahn-Plan von 1968 vorgeschlagen

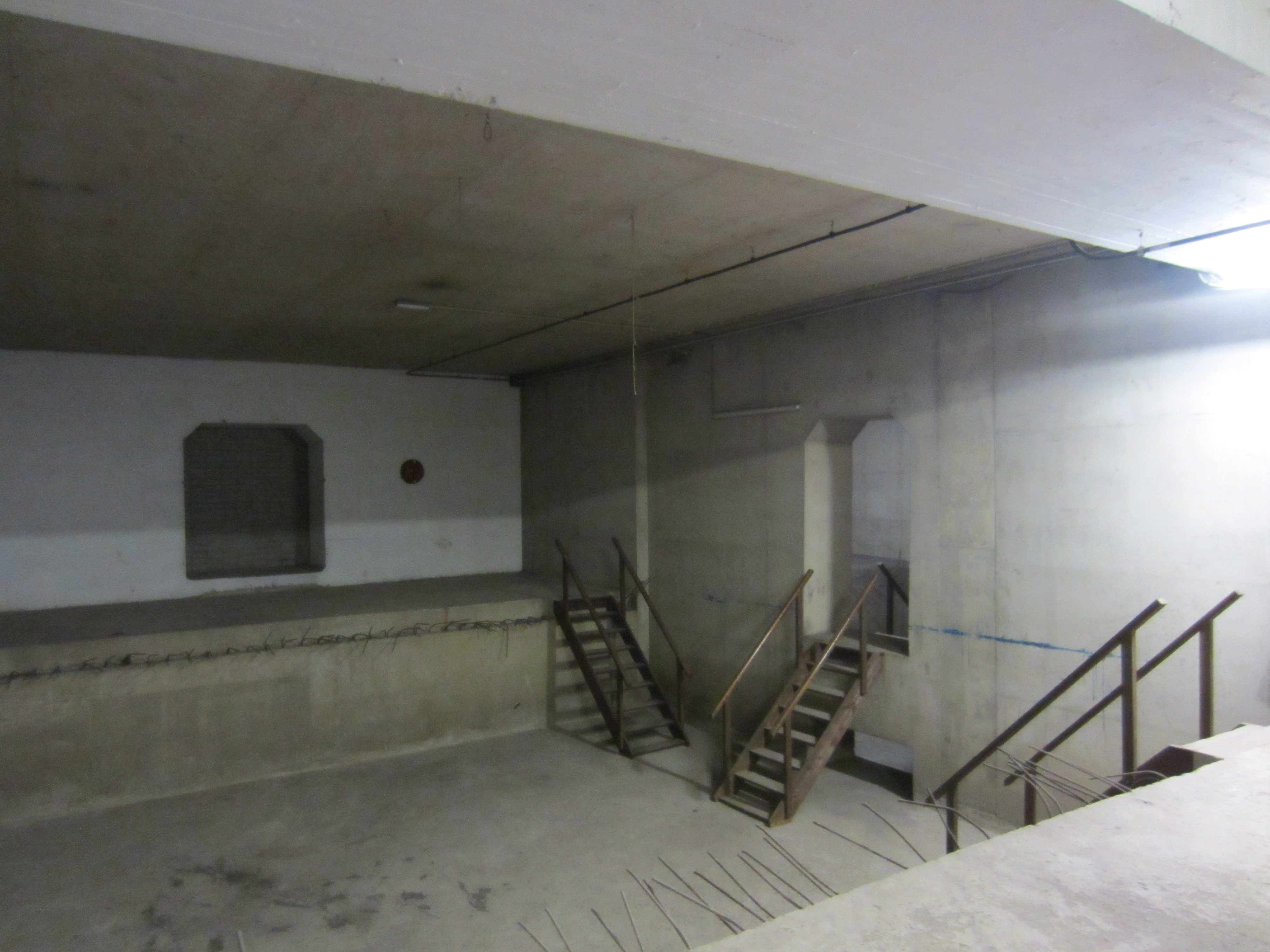
Ein ursprünglich für die Ost-West-Linie vorgesehener unbenutzter Tunnelabschnitt

Eine Ost-West-Linie zwischen Geuzenveld und Gaasperplas war bereits Teil der ersten Planungen zum Amsterdamer Metronetz von 1968 (Plan Stadsspoor). Die Strecke sollte zwischen den Stationen Gaasperplas und Verrijn Stuartweg dem Verlauf der heutigen Metrolinie 53 folgen. Nördlich davon sollte sie durch Diemen-Zuid und unter dem Middenweg bis zum Bahnhof Muiderpoort verlaufen, um dann über die Singelgracht und die Jan van Galenstraat nach Geuzenveld zu führen. Beim Bau der heutigen Ostlinien 53 und 54 wurde die Strecke bereits berücksichtigt: unter der ursprünglich als Umstiegspunkt konzipierten Station Weesperplein ist bereits ein Teil der Station einer Ost-West-Linie angelegt. Auch hat die Station als einzige der Haltestellen an den Ostlinien seitlich angeordnete Bahnsteige statt Mittelbahnsteige. Diese Bauweise sollte eine spätere Verbindung mit den Bahnsteigen der Ost-West-Linie vereinfachen. Beim Bau der Station Vijzelgracht wurde auch eine über der Nord-Süd-Linie verlaufende Ost-West-Linie berücksichtigt.

## Aktuelle Planungen
Im Jahr 2003 wurde der Entwicklungsplan Kiezen voor Stedelijkheid der Stadt Amsterdam vorgestellt. Darin wurde eine zwischen den Bahnhöfen Lelylaan und Muiderpoort verlaufende Ost-West-Linie vorgeschlagen. Naheliegend war so auch eine Verlängerung in westlicher Richtung nach Osdorp.
2007 erschien die Metronetz-Studie der Stadt Amsterdam, in der zwei Varianten einer Ost-West-Linie erörtert wurden:
- eine Linie vom Flughafen Schiphol und Osdorp in die Innenstadt über die Station Vijzelgracht;
- eine Linie, die im Westen demselben Verlauf wie die erste Variante folgt, aber in der Gegend des Leidseplein in nördliche Richtung abbiegt, um beim Bahnhof Amsterdam Centraal an die Ostlinien anzuschließen. Dies entspricht dem im Stadtbahn-Plan von 1968 vorgesehenen Verlauf.

Im März 2011 erschien die endgültige Version des neuen Stadtentwicklungsplans Amsterdam 2040 – Economisch sterk en duurzaam. Darin ist eine Ost-West-Linie vom Flughafen Schiphol über Osdorp, Cornelis Lelylaan, Overtoom, Weteringschans und Sarphatistraat zum Muiderpoort-Bahnhof als Ausbauwunsch für die Planungsphase nach 2030 vorgesehen. Der Vorschlag aus der Metronetz-Studie, die Ost-West-Linie am Centraal-Bahnhof an die Ostlinien anzuschließen, wird hier nicht mehr diskutiert.
Auch der Metrobetreiber GVB formulierte 2015 den Wunsch, die Erreichbarkeit des Flughafens Schiphol durch eine Ost-West-Linie von IJburg über Osdorp nach Schiphol zu verbessern.